# Fritz Zierer
Fritz Zierer (* 9. Juli 1888 in Passau; † 17. April 1968 in Bad Tölz) war ein deutscher Verwaltungsjurist.

## Leben
Fritz Zierer wuchs als Sohn eines Oberstudienrats in Passau auf und studierte bis 1908 erst in Würzburg und dann an der Ludwig-Maximilians-Universität München Rechtswissenschaft. 1905 wurde er im Corps Ratisbonia München recipiert. Nach dem Vorbereitungsdienst legte er 1911 in Landshut des Staatskonkurs ab. Ab 12. April 1912 war er geprüfter Rechtspraktikant der Regierung in Niederbayern. Am 16. September 1913 wurde er hier Regierungsakzessist und kam ab dem 1. April 1917 als Bezirksamtsassessor nach Lohr. Von hier wurde er am 16. Dezember 1918 nach Karlstadt abgeordnet, bevor er am 1. April 1919 nach Forchheim kam. 
Nach einer Zwischenstation in Passau, ab 1. Februar 1920 wurde er 1928 als Regierungsrat an das Oberversicherungsamt Regensburg berufen. Er war am 16. September 1928 Regierungsrat I. Klasse geworden und ging am 16. Januar 1929 an das Oberversicherungsamt Oberpfalz. Ab dem 1. April 1932 war er bei der neu gebildeten Regierung Niederbayern-Oberpfalz. Am 1. Juni 1933 erfolgte seine Ernennung zum Bezirksoberamtmann des Bezirksamts Pfarrkirchen und er war bis Kriegsende hier Bezirksamtsvorstand, ab 1. Januar 1939 als Landrat. Vom 15. August 1942 bis 3. Februar 1945 war er zur Regierung Düsseldorf abgeordnet. 
Am 1. Mai 1935 war er in die NSDAP eingetreten (Mitgliedsnummer 3.642.828) und diente für die Partei ab 1938 als propagandistischer Kreisschulungsredner. 
Nach dem Krieg wurde er aus dem Staatsdienst entlassen und war vom 14. Mai 1945 bis 3. Dezember 1946 interniert. Am 1. April 1947 wurde er durch die Spruchkammer Pfarrkirchen entlastet. 
Zum 1. Oktober 1948 erfolgte seine Wiedereinstellung in der Staatsdienst mit der gleichzeitigen Versetzung in den Ruhestand. 